# Fenômeno 2012

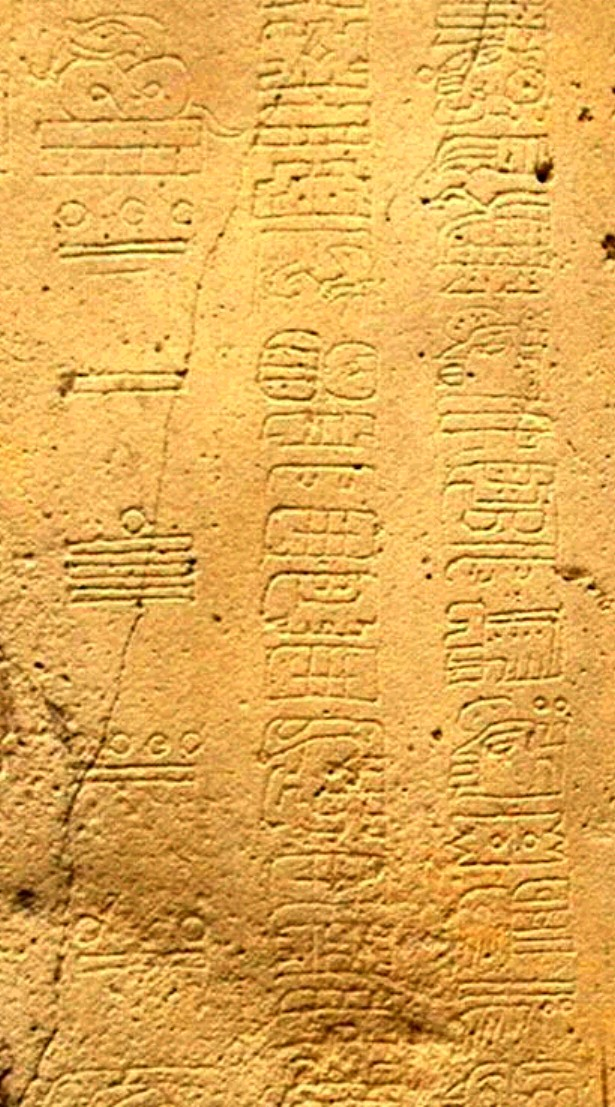
Uma inscrição de data no Calendário de Contagem Longa Mesoamericano.

O fenômeno 2012 compreende um conjunto de crenças escatológicas segundo as quais eventos cataclísmicos ou transformadores aconteceriam no dia 21 de dezembro de 2012. Esta data é considerada como o último dia de um ciclo 5.125 anos do calendário de contagem longa mesoamericano. Vários alinhamentos astronômicos e fórmulas matemáticas têm sido colocados como pertencentes a essa data, apesar de nenhuma delas ser aceita pela comunidade científica.
A interpretação de que essa data marca o início da Nova Era diz que a Terra e seus habitantes podem sofrer uma transformação espiritual ou física positiva, e que 2012 seria o começo de um novo tempo. Outros sugerem que 2012 marca o fim do mundo ou uma catástrofe similar. Cenários sugeridos para o fim do mundo incluem a chegada do próximo máximo solar ou a colisão da Terra com um objeto como um buraco negro, um asteroide próximo ou um planeta chamado "Nibiru". Estudiosos de várias áreas têm rejeitado a ideia de eventos cataclísmicos em 2012. Profissionais especializados na cultura maia dizem que as previsões de morte iminente não são encontradas em nenhum dos clássicos dessa civilização e a ideia de que o calendário de contagem longa "termina" em 2012 deturpa a cultura e história maia. Astrônomos e outros cientistas rejeitaram as teorias como sendo pseudociência, afirmando que elas são conflitantes com simples observações astronômicas, e que "existem preocupações mais importantes para a ciência, tais como o aquecimento global e a perda de diversidade biológica". A NASA tem comparado os medos em relação ao ano de 2012 com o fenômeno "Bug do milênio" no final da década de 1990, sugerindo que uma adequada análise dos fatos pode impedir temores de um desastre.

## Calendário de Contagem Longa
Antes de mais nada, é importante destacar que a contagem ou conta longa não foi mantida pelos maias contemporâneos, diferentemente do ciclo de 260 dias, por exemplo. Sua reconstrução foi feita pelos acadêmicos e posteriormente adotou-se a teoria que posiciona o fim de um ciclo em 2012 como teoria hegemônica tanto entre acadêmicos quanto entre maias contemporâneos. Contudo, esta não deveria ter sido naturalizada. Isto significa dizer que, literalmente, não temos certeza de que o tão falado ciclo de 2012 termine de fato em 2012. Pode ter terminado há anos ou ainda demorar anos para terminar. 
Na teoria mais aceita, dezembro de 2012 marca o fim do atual ciclo b'ak'tun da contagem longa mesoamericana, a qual era usada na América Central antes da chegada dos europeus. Embora a contagem longa tenha sido provavelmente inventada pelos olmecas, tornou-se estritamente relacionada com a civilização maia, cujo período clássico durou entre 250 e 900 d. C. Os maias clássicos eram alfabetizados e seu sistema de escrita encontra-se substancialmente decifrado.
A contagem longa define a "data zero" em um ponto do passado, que marcou o fim do mundo anterior e o início do atual, correspondente a 11 ou 13 de agosto de 3114 a. C. no calendário gregoriano proléptico, dependendo da forma utilizada. Ao contrário do calendário usado atualmente pelos maias, a contagem longa foi linear, e não conjuntural, e mantida em unidades de tempo baseadas no sistema vigesimal. Por esse meio, 20 dias correspondem a um uinal, 18 uinals (360 dias) a um tun, 20 tuns a um k'atun e 20 k'atuns (144.000 dias) correspondem a um b'ak'tun. Assim, por exemplo, a data maia  8.3.2.10.15 representa 8 b'ak'tuns, 3 k'atuns, 2 tuns, 10 uinals e 15 dias desde a data zero. Muitas inscrições maias têm a contagem de mudança para uma ordem mais elevada após 13 b'ak'tuns. Hoje, as correlações mais amplamente aceitas para o final do décimo terceiro b'ak'tun são no calendário ocidental os dias 21 e 23 de dezembro de 2012.

### Teoria apocalíptica
Em 1958, o astrônomo Maud Worcester Makemson escreveu que "a realização do Grande Período de 13 b'ak'tuns será da maior importância para os maias." Nove anos depois, Michael D. Coe, mais ambiciosamente, afirmou que o "Armagedon degeneraria todos os povos do mundo desde a sua criação, e que no dia do décimo terceiro e último b'ak'tun o universo seria aniquilado, no dia 24 de dezembro de 2013 (depois revisada para 23 de dezembro de 2012) quando o Grande Ciclo da contagem chega a sua conclusão." A questão é ainda mais complicada por diversas cidades-estados maias empregarem a contagem longa de maneira diferente. Em Palenque, a evidência sugere que os sacerdotes acreditavam que o ciclo terminaria após 20 b'ak'tuns e não 13.

### Objeções
As previsões apocalípticas de Coe foram repetidas por outros estudiosos até o início da década de 1990. Entretanto, mais tarde, pesquisadores disseram que, embora o final do 13º b'ak'tun talvez seja um motivo de comemoração, não marca o final do calendário. "Não há nada em qualquer profecia maia, asteca ou da antiga Mesoamérica que sugira que eles profetizaram qualquer tipo de grande ou súbita mudança em 2012", diz o estudioso dos maias Mark Van Stone. "A noção de que um "Grande Ciclo" vai chegar ao fim é uma invenção completamente moderna." Em 1990, os estudiosos maias Linda Schele e David Freidel argumentaram que os maias "não conceberam que isso seja o fim da criação, como muitos sugeriram." Susan Milbrath, curadora de Arte e Arqueologia Latino-Americana no Museu de História Natural da Flórida, declarou: "nós não temos nenhum registro ou conhecimento de que [os maias] pensavam que o mundo chegaria ao fim em 2012." "Para os antigos maias, isso era uma grande celebração que seria feita até o fim de um ciclo", diz Sandra Noble, diretora executiva da Fundação para o Avanço dos Estudos Mesoamericanos em Crystal River, Flórida, Estados Unidos. A escolha de 21 de dezembro de 2012 como o dia de um evento apocalíptico ou de um momento cósmico de mudança, diz ela, é "uma completa invenção e uma chance de lucro para muitas pessoas." "Haverá um novo ciclo", diz E. Wyllys Andrews V, diretor do Instituto de Pesquisas Mesoamericanas da Universidade de Tulane, em Nova Orleans, Louisiana. "Nós sabemos que os maias pensavam que houve um antes, o que implica que eles estavam confortáveis com a ideia de um outro depois."

### Associações anteriores
A associação entre europeus e maias com a escatologia remonta à época de Cristóvão Colombo, que estava compilando um trabalho que chamou de Libro de las profecias durante a viagem de 1502 a Guanaja, uma ilha ao norte de Honduras, quando ele ouviu pela primeira vez sobre o "povo maia". Influenciado pelos escritos de Pierre d'Ailly, Colombo acreditava que sua descoberta de terras "mais distantes" (e, por consequência, os maias) fora profetizada e conduziria ao Apocalipse. O medo do fim dos tempos eram disseminados durante os primeiros anos da colonização espanhola como resultado de previsões astrológicas populares na Europa sobre um segundo dilúvio para o ano de 1524.
No início dos anos de 1900, o estudioso alemão Ernst Förstemann interpretou a última página do código de Dresden como uma representação do fim do mundo com uma inundação cataclísmica. Ele fez referência à destruição do mundo e a um Apocalipse, mas não falou sobre o 13º baktun em 2012 e não era claro se ele estava se referindo mesmo a um evento futuro. Suas ideias foram repetidas pelo arqueólogo Sylvanus Morley, que parafraseou diretamente Förstemann e acrescentou suas próprias afirmações, escrevendo: "Finalmente, na última página do manuscrito, é descrita a Destruição do Mundo. Aqui, de fato, é retratado com um toque gráfico o cataclismo todo-envolvente final" na forma de um dilúvio. Estes comentários foram, depois, repetidos no livro de Morley, The Ancient Maya, que teve sua primeira publicação em 1946.

## Crenças em Nova Era
Muitas afirmações sobre o ano de 2012 fazem parte de uma coleção não codificada de crenças da Nova Era sobre a cultura maia quanto à espiritualidade. O arqueoastrônomo Anthony Aveni afirma que, embora a ideia de "equilíbrio do cosmos" tenha sido destaque na literatura maia, o fenômeno 2012 não vem dessas tradições. Em vez disso, ele está relacionado com conceitos americanos, como o movimento da Nova Era, o milenarismo e o ocultismo.
Os temas encontrados na literatura sobre 2012 incluem a "desconfiança em relação à cultura ocidental dominante", a ideia de evolução espiritual e a possibilidade da entrada da humanidade na Nova Era por cada indivíduo ou por uma consciência de grupo. Em geral, a intenção dessa literatura não é avisar sobre o perigo iminente, mas "promover a contracultura e eventualmente ativismo sociopolítico e espiritual". Aveni, que estudou comunidades Nova Era e SETI, descreve as narrativas sobre 2012 como produto de uma sociedade "desconectada": "incapaz de encontrar respostas espirituais para as grandes questões sobre a vida dentro de nós mesmos, voltamo-nos para fora a entidades imaginárias, que estão longe no espaço ou no tempo — sendo essas as únicas que estariam na posse de um conhecimento superior".

### Origens
Em 1975, o fim do 13º b'ak'tun tornou-se objeto de especulação por parte de vários autores da Nova Era, que afirmaram que o evento corresponderia a uma "transformação de consciência" global. Em Mexico Mystique: The Coming Sixth Age of Consciousness, o escritor americano Frank Waters vinculou a data de 24 de dezembro de 2011 à astrologia e às profecias dos hopis, enquanto José Argüelles e Terence McKenna, autores de The Transformative Vision e The Invisible Landscape, respectivamente, discutiram a importância do ano 2012 e fizeram referência a 21 de dezembro de 2012.
Em 1983, com a publicação da tabela de correlações de datas de Robert Sharer revista na quarta edição de The Ancient Maya, cada um se convenceu de que 21 de dezembro de 2012 tinha um significado importante. Em 1987, o ano em que ele organizou o evento de convergência harmônica, Argüelles usou a data 21 de dezembro de 2012 em The Mayan Factor: Path Beyond Technology. Ele alegou que em 13 de agosto de 3113 a.C. a Terra começou a passagem através de um "feixe de sincronização galáctica" que emanava do centro da galáxia, que esse feixe iria passar através da Terra durante um período de 5.200 tuns (ciclos maias de 360 dias cada) e que este feixe resultaria em "sincronização total" e "arrastamento galáctico" dos indivíduos "ligados à bateria eletromagnética da Terra" por 13.0.0.0.0 (21 de dezembro de 2012). Ele acreditava que os maias haviam alinhado seu calendário para corresponder com esse fenômeno. Anthony Aveni rejeitou todas essas ideias.

### Alinhamento planetário
Não há nenhum evento astronômico significativo relacionado à data de início do calendário de contagem longa. Porém, segundo a literatura da Nova Era, a data final do calendário está ligada a fenômenos astronômicos de uma grande importância para a astrologia. O principal desses eventos é o conceito de "alinhamento planetário".

#### Precessão
No Sistema Solar, os planetas e o Sol ficam aproximadamente no mesmo plano, conhecido como plano eclíptico. Da nossa perspectiva da Terra, a eclíptica é o caminho percorrido pelo Sol pelo céu durante um ano. As doze constelações que estão sobre essa linha são conhecidas como zodíaco e, anualmente, o Sol passa por elas uma vez. Para além disso, o ciclo anual do Sol parece retroceder muito lentamente um grau a cada 72 anos ou, em média, uma constelação a cada 2.160 anos. Esse movimento de recuo, ou retrocesso, é chamado de "precessão dos equinócios", e ocorre devido a uma ligeira oscilação do eixo da Terra à medida que ela gira e pode ser comparada à forma como um peão oscila à medida que a sua velocidade diminui. Ao longo de 25.800 anos, um período geralmente chamado de Ano Platônico, o caminho do Sol completa uma rotação de 360º de recuo através do zodíaco. Nas tradições da astrologia ocidental, a precessão é medida a partir do equinócio de março, ou o ponto em que o Sol está exatamente no meio do caminho entre os pontos mais baixos e mais altos do céu. Atualmente, a posição do Sol no equinócio de março é na constelação de Peixes e está se movendo para trás em direção à de Aquário. Isso sinaliza o fim de uma era astrológica (Era de Peixes) e o início de outra (Era de Aquário).

#### Misticismo
Especulações místicas sobre a precessão dos equinócios e a proximidade do Sol em relação ao centro da Via Láctea apareceram pela primeira vez em Hamlet's Mill (1969) por Giorgio de Santillana e Hertha von Deschend. Esses foram citados e complementados por Terence e Dennis McKenna em The Invisible Landscape (1975). O significado de um futuro "alinhamento galáctico" foi observado em 1991 pelo astrólogo Raymond Mardyks, que afirmou que o solstício de inverno se alinharia com o plano galáctico em 1998/1999, escrevendo que um evento que "só ocorre uma vez a cada 26 mil anos seria de extrema importância para os principais astrólogos antigos". Bruce Scofield observa que "a travessia da Via Láctea no solstício de inverno é algo que tem sido negligenciado pelos astrólogos ocidentais, com algumas exceções. Charles Jayne fez uma referência muito antes sobre isso, e na década de 1970, Rob Hand mencionou isso em suas falas sobre precessão, mas não se aprofundou no tema. Ray Mardyks mais tarde falou sobre isso e depois John Jenkins, eu e Daniel Giamario começamos a falar sobre isso".
Partidários da ideia, seguindo a primeira teoria proposta por Munro S. Edmonson, alegam que os maias basearam seu calendário em observações dos Great Rift e Dark Rift, um conjunto de nuvens na Via Láctea, aos quais, de acordo com alguns estudiosos, os maias chamaram de Xibalba be ou "Estrada Negra". John Major Jenkins afirma que os maias tinham conhecimento de onde a eclíptica cruzava a Estrada Negra e deram a essa posição no céu um significado especial em sua cosmologia. De acordo com Jenkins, a precessão irá alinhar precisamente o Sol com o equador galáctico no solstício de inverno de 2012. Jenkins afirmou que os maias anteciparam esta conjunção e celebraram isso como o prenúncio de uma profunda transição espiritual para a humanidade. Os defensores da hipótese da Nova Era com o alinhamento galáctico argumentam que, assim como a astrologia utiliza as posições de estrelas e planetas para prever acontecimentos futuros, os maias fizeram seu calendário com o objetivo de prever eventos significativos para o mundo. Jenkins atribui as percepções dos antigos xamãs maias sobre o centro da galáxia para o uso de cogumelos alucinógenos, sapos e outras comidas psicodélicas. Jenkins também associa Xibalba be com uma "árvore do mundo", com base em estudos contemporâneos da cosmologia maia.[carece de fontes?]

## Cultura popular

### Filmes
Um filme intitulado 2012, dirigido por Roland Emmerich e estrelado pelos atores John Cusack, Danny Glover, Chiwetel Ejiofor, Amanda Peet, Thandie Newton, Oliver Platt e Woody Harrelson estreou em 13 de novembro de 2009. Em 12 de novembro de 2008, o estúdio liberou o primeiro trailer de "2012", que mostrava uma mega tsunami surgindo ao longo dos Himalaias, entrelaçado com uma mensagem supostamente científica sugerindo que o mundo acabaria em 2012 e que os governos da Terra não estavam preparando a população para o evento. O trailer termina com uma mensagem para os telespectadores descobrirem a "verdade", procurando "2012" no Google. O The Guardian criticou a eficácia do marketing como "profundamente falha" e associou-o com "sites que fazem reivindicações ainda mais espúrias sobre 2012".
O estúdio também lançou um site de marketing viral operado pelo fictício Institute for Human Continuity, onde os cinéfilos poderão solicitar um número de sorteio para ser parte de uma pequena população que seria resgatada da destruição global. O site fictício lista uma colisão com Nibiru, um alinhamento galáctico e um aumento da atividade solar entre os possíveis cenários apocalípticos. David Morrison, da NASA, recebeu mais de 1000 perguntas de pessoas que achavam que o site era genuíno e condenou-o, dizendo: "Eu mesmo tive casos de adolescentes escrevendo para mim dizendo que eles estavam pensando em suicídio, porque não queriam ver o fim do mundo. Eu acho que mentir na Internet e assustar crianças com o fim de ganhar dinheiro é eticamente errado."